# Кайлярска и Еордейска епархия
Кайлярската и Еордейска епархия (на гръцки: Ιερά Μητρόπολη Πτολεμαΐδος και Εορδαίας, катаревуса Ἱερὰ Μητρόπολις Πτολεμαΐδος καἰ Ἑορδαίας) е бивша епархия на Вселенската патриаршия, от 1928 година управлявана от Църквата на Гърция, със седалище в македонския град Кайляри, съществувала от 1924 до 1935 година.

## История
Епархията е основана на 6 ноември 1924 година с акт на Вселенската патриаршия в усилията ѝ да намери катедри на изгонените от Мала Азия, Понт, Източна Тракия и Северен Епир митрополити. Основана е под името Неапелагонийска (Νέας Πελαγωνείας), има пореден номер 27, центърът ѝ е Кайляри (Кайлярия) и обхваща Кайлярско. В 1928 година, заедно с другите епархии от Новите земи, Неапелагонийската преминава под управлението на Църквата на Гърция. Митрополит на новата епархия става бившият белградски митрополит в Албания Йоаким Мартянос. В 1930 година, след прекръщаването на Кайляри на Птолемаида в 1927 г., епархията е прекръстена на Птолемаидска и Еордейска.
През ноември 1935 година епрахията е закрита, а митрополит Йоаким е преместен на ксантийската катедра.
В 1968 година хунтата в Гърция създава неканоничната позиция митрополит на армията, който носи титлата Митрополит на Неапелагония и Въоръжените сили. Позицията се заема от митрополит Николай Ксенос от 16 май 1968 година до уволнението му след падането на хунтата в 1975 година.

## Митрополит
| Име                 | Име                    | Години                           |
| ------------------- | ---------------------- | -------------------------------- |
| Хрисостом Кавуридис | Χρυσόστομος Καβουρίδης | 15 април 1924 – 3 септември 1925 |
| Йоаким Мартянос     | Ἰωακεὶμ Μαρτινιανὸς    | 3 септември 1925 – ноември 1935  |